# HD 90362
HD 90362，又名BD-06 3146，SAO 137557、HR 4092，是一颗恒星，视星等为5.57，位于銀經251.72，銀緯40.89，其B1900.0坐标为赤經10h 20m 44.3s，赤緯-6° 40.89′ 20″。